# Газоснабжение Екатеринбурга
Газоснабжение Екатеринбурга — это процесс бесперебойной подачи природного газа потребителям в объёме, необходимом для функционирования Екатеринбургской агломерации.
Основной вид топлива, который используется потребителями муниципального образования «город Екатеринбург», является природный газ.
Перспективным видом топлива, также используемого в Екатеринбурге для газификации, является сжиженный природный газ и биогаз.

## Транспортировка газа
Газоснабжение города Екатеринбурга осуществляется за счёт поступления природного газа по магистральным газопроводам из Тюменской области и газопровода Бухара-Урал. Обслуживание магистральных трубопроводов осуществляет ООО «Газпром трансгаз Екатеринбург».
Транспортировка и реализация природного газа конечным потребителям осуществляется по сетям ОАО «Екатеринбурггаз» от 7 газораспределительных станций.
В настоящее время газораспределительная система города Екатеринбурга представляет собой сложную инженерную систему, которая включает:
- наружные газовые сети — 1850 км[1];
- внутренние газовые сети — около 2000 км[1];
- газорегуляторные пункты (далее — ГРП) — 84 км[1];
- газорегуляторные пункты шкафного типа (далее — ШГРП) — 354 км[1];
- электрохимические защиты подземных газопроводов — 872 км.[1]

Система газоснабжения Екатеринбурга частично закольцована.

## Потребление газа
Среднегодовое потребление природного газа по городу Екатеринбургу составляет 3,136 млрд м3. Наибольший процент потребления ресурсов приходится на предприятия энергетики около 35 %, населением — 2,5 %.
Уровень газификации жилищного фонда природным и сжиженным газом в Екатеринбурге составляет около 66 %.
Реализация сетевого газа в 2011 году составила 2988,0 млн м3 (из них населению 165,0 млн.м3).
Реализация сжиженного газа в 2011 году составила 8383,0 тонн (из них населению 612,0 тонн).

## Развитие
Екатеринбург активно застраивается. Для успешной реализации схемы развития жилищного строительства, надежного обеспечения природным газом потребителей в МО «город Екатеринбург» реализуется Стратегический проект «Развитие систем газоснабжения». В рамках данного проекта планируется осуществить реконструкцию объектов газификации и газораспределительных систем города, газифицировать жилые застройки, такие как: жилой район Шарташ, жилой район Калиновский планировочного района Шарташский, жилой район Шувакиш планировочного района Сортировочный, планировочный район ВИЗ-Правобережный, планировочный район Академический, жилой район Широкая Речка, жилой район Медный планировочного района Широкореченский, жилой район Северка планировочного района Сортировочный, жилой район Палкинский торфяник планировочного района Палкинский.